# Ksenija Perova
Ksenija Vital'evna Perova (in russo Ксения Витальевна Перова?; Lesnoj, 8 febbraio 1989) è un'arciera russa, vincitrice della medaglia d'argento nella gara a squadre alle Olimpiadi di Rio de Janeiro 2016 e in quelle di Tokyo 2020.

## Palmarès
- Giochi olimpici

Rio de Janeiro 2016: argento nella gara a squadre femminile.
Tokyo 2020: argento nella gara a squadre femminile.
- Mondiali

Copenaghen 2015: oro nella gara a squadre femminile.
Città del Messico 2017: oro nella gara individuale.
- Europei

Vittel 2008: bronzo nella gara a squadre.
Rovereto 2010: oro nella gara a squadre.
Amsterdam 2012: oro nella gara individuale.
Adalia 2021: oro nella gara a squadre.